# ويليام كامبل (سياسي أسترالي)
ويليام كامبل (بالإنجليزية: William Campbell)‏ هو صاحب أرض ‏ وسياسي أسترالي، ولد في 17 يوليو 1810، وتوفي في 20 أغسطس 1896. انتخب عضو المجلس التشريعي الفيكتوري.